# Колашин у Народноослободилачкој борби
Колашин у НОБ обухвата историју Колашина од италијанске окупације (17. априла 1941) до ослобођења (29. децембра 1944).

## Окупација

### Италијанска окупација и устанак
У априлском рату Колашин су 17. априла 1941. заузеле јединице италијанског 17. армијског корпуса, а у мају су успостављене старе жандармеријске и нове карабињерске станице. У Жутом брду код Колашина одржан је 13. јула 1941. састанак Месног комитета КПЈ за Колашин, на којем је одлучено да да се формирају герилски одреди и да отпочну акције против окупатора.
Већ 16. јула код села Сјерогошта напало је око 50 устаника 2 камиона италијанских војника. У краткој борби нанети су им губици од 25 погинулих. Устаничке снаге колашинског среза (око 3.000 бораца) блокирале су 20. јула италијански гарнизон у Колашину и принудили га на предају: заробљено је 260 војника, заплењено 280 пушака, 8 пушкомитраљеза и 12 минобацача. Сутрадан у Колашину су образовани Срески и Градски НОО и формирана три устаничка батаљона. У Колашину се налазила до 4. августа Привремена врховна команда националноослободилачких трупа за Црну Гору, Боку и Санџак.
Крајем јула Италијани су предузели акцију да поврате изгубљене гарнизоне и крајеве. Међу њима дивизија Пустериа, наступајући од Подгорице, заузела је Колашин 5. августа. Дејства црногорских партизана пренета су на терен јужно од Колашина, на комуникацију која води за Подгорицу.

### Борбе у 1942. години
Италијанске посадне трупе под притиском Комског НОП одреда напустиле су Колашин 5. јануара 1942. Око 1.500 четника напали су 23. фебруара од Матешева комбиновани НОП одред Радомир Митровић, који је држао положаје јужно од Колашина. Четници су разбили Одред и сутрадан заузели Колашин.

### Борбе у 1943. години
Град је 27. септембра 1943. заузела Четврта пролетерска црногорска бригада после 14 часовне борбе против 300 четника и 2. батаљона 83. пука италијанске дивизије Венеција. Разбијени четници повукли су се према Матешеву, а италијански батаљон прешао је на страну НОВЈ. Три дана касније четници су покушали да поврате Колашин, те су груписали 1. и 2. беранску, Колашинску, Јуришну и Андријевичку бригаду и од Матешева почели напад на 4. пролетерску бригаду и италијански батаљон. У току борбе снагама НОВЈ у Колашину притекли су у помоћ делови Друге далматинске и Друга пролетерска бригада и уз садејство Васојевићког партизанског батаљона и Бјелопољског батаљона Трећа пролетерске санџачке бригаде, четници су противнападом 4. октобра разбијени, изгубивши око 200 људи. Делови немачке 118. ловачке дивизије привремено су заузели град 22. октобра, али су га напустили већ 26. октобра.
У Колашину је 15. новембра у присуству 544 делегата одржано Прво заседање Земаљског антифашистичког већа народног ослобођења (ЗАВНО) Црне Горе и Боке. На њему је образовано ЗАВНО Црне Горе и Боке, као највиши орган нове народне власти. У Колашину је 5. децембра одржан Први конгрес АФЖ Црне Горе и Боке у присуству 400 делегата.

### Борбе у 1944. години
Немачки авиони су бомбардовали Колашин 22. јануара 1944. Друго заседање ЗАВНО Црне Горе и Боке одржано је 16. фебруара 1944. у Колашину, а од 13. до 15. јула 1944. одржано је и Треће заседање ЗАВНО, на којем је ЗАВНО проглашен за Црногорску Антифашистичку скупштину народног ослобођења (ЦАСНО), која је донела одлуку да Црна Гора, као равноправна федерална јединица, уђе у Демократску Федеративну Југославију.
За време Дурмиторске операције немачка 1. брска дивизија заузела је Колашин 15. августа 1944, али га је 27. августа напустила. Четници и Немци су, наступајући из Матешева, заузели Колашин 4. септембра, потиснувши Девету црногорску бригаду. Нови напад на 500-600 четника и италијанских фашиста и око 100 немачких војника у Колашину организовала је 14. септембра Пета пролетерска црногорска бригада. После тешких борби 15. септембра око 18 часова град је ослобођен. На народном збору у Колашину изабран је 22. октобра срески одбор НОФ. Последњи пут је Колашин окупирала немачка 297. дивизија 15. децембра, а дефинитивно га је ослободила 29. децембра 1944. Пета црногорска бригада.